# Volkswagen Multivan
Volkswagen Multivan er en bilmodel fra Volkswagen introduceret i 1985.
Modellen er en MPV-udgave af varebilen Volkswagen Transporter. Den første model, som var i produktion frem til 1990, havde modelkoden T3 og havde hækmotor og baghjulstræk. I 1990 kom en model med modelkoden T4, som havde frontmotor og forhjulstræk. Den model blev i 2003 afløst af en ny model med samme teknik, kaldet T5.
Motorerne er de samme som i Transporter, det vil sige benzin- og dieselmotorer med fire og fem cylindre. Men til Multivan findes også benzinmotorer med seks cylindre på 2,8 liter. Motoren havde 12 ventiler og 140 hk frem til 2000, hvor den fik 24 ventiler og 204 hk. Det er samme motor, som også blev brugt i Golf og Bora. Med den nye model i 2003 blev motoren boret op til 3,2 liter og ydede nu 235 hk.